# Jetour X70 Coupé

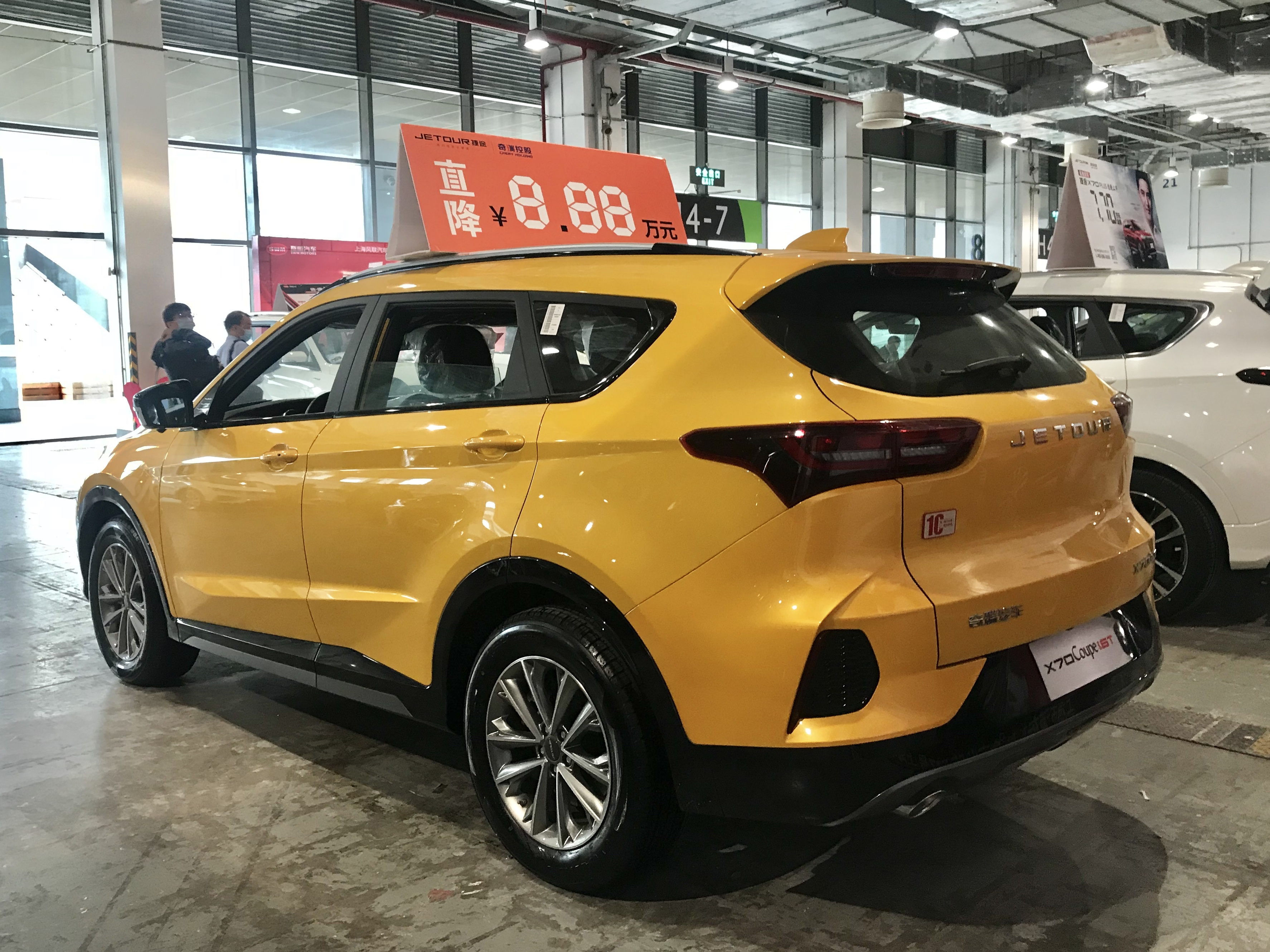
Heckansicht

Der Jetour X70 Coupé ist ein Sport Utility Vehicle der zum chinesischen Automobilhersteller Chery gehörenden Automobilmarke Jetour.

## Geschichte
Vorgestellt wurde das Fahrzeug im April 2019 auf der Shanghai Auto Show als sportlicher gestaltete Version des Jetour X70. Ab April 2020 wurde es auf dem chinesischen Heimatmarkt verkauft. Trotz des Namenszusatz hat der Wagen nichts mit einem klassischen Coupé gemein.

## Technische Daten
Angetrieben wird das SUV wie der X70 Plus von einem aufgeladenen 1,5-Liter-Ottomotor mit einer Leistung von 115 kW (156 PS) oder einem aufgeladenen 1,6-Liter-Ottomotor mit einer Leistung von 145 kW (197 PS).
|                                            | 1.5T                               | 1.6T                             |
| ------------------------------------------ | ---------------------------------- | -------------------------------- |
| Bauzeitraum                                | 2020–2023                          | 2020–2022                        |
| Motorkenndaten                             |                                    |                                  |
| Motorart                                   | Ottomotor                          | Ottomotor                        |
| Motorbauart                                | R4                                 | R4                               |
| Hubraum                                    | 1498 cm³                           | 1598 cm³                         |
| max. Leistung bei min−1                    | 115 kW (156 PS) / 5500             | 145 kW (197 PS) / 5500           |
| max. Drehmoment bei min−1                  | 230 Nm / 1750–4000                 | 290 Nm / 2000–4000               |
| Kraftübertragung                           |                                    |                                  |
| Antrieb                                    | Vorderradantrieb                   | Vorderradantrieb                 |
| Getriebe, serienmäßig                      | 6-Gang-Schaltgetriebe              | 7-Stufen-Doppelkupplungsgetriebe |
| Getriebe, optional                         | (6-Stufen-Doppelkupplungsgetriebe) | —                                |
| Messwerte                                  |                                    |                                  |
| Höchstgeschwindigkeit                      | 180 km/h (180 km/h)                | 185 km/h                         |
| Beschleunigung, 0–100 km/h                 | k. A. (k. A.)                      | k. A.                            |
| Kraftstoffverbrauch auf 100 km, kombiniert | 7,5 l Super (7,6 l Super)          | 8,1 l Super                      |
| Tankinhalt                                 | 55 l                               | 55 l                             |
| Abgasnorm                                  | China VI                           | China VI                         |

- Werte in ( ) gelten in Verbindung mit Automatikgetriebe.